# Бешбармак
Бешбармак (башк. бишбармаҡ, ҡуллама; каз. бесбармақ, нарын; кар. turama; кирг. бешбармак, тууралган эт, нарын; тат. бишбармак, куллама; туркм. dograma; уйг. нерин, тутмач; узб. norin) — традиційна м'ясна гаряча страва багатьох тюркських народів.

## Походження назви страви
У перекладі з киргизької «беш» означає «п'ять», а «бармак» — «пальці», тому точний переклад назви страви — «п'ять пальців». Таку історичну назву бешбармак здобув не випадково: спочатку варене м'ясо в соусі їли руками, без столового приладдя.
Існує інша версія назви: у бешбармак прісне тісто кладеться шматочками, попередньо розім'яте п'ятьма пальцями.

## Особливості приготування та частування
Готується бешбармак з баранини із додаванням овочів і подається на спеціальному коржику. Існує багато варіантів приготування цієї страви, рецепти були перероблені згідно з традиціями інших країнах і переважно зі зміною виду м'яса.

### Бешбармак по-киргизьки з бараниною
Складники:
- Лопатка баранини — 1,2 кг;
- Огузок яловичини — 2,5 кг;
- Борошно пшеничне — 500 г;
- Цибуля ріпчаста — 200 гр.;
- Яйце — 3 шт.;
- Вода — 120 мл
- Спеції, зелена цибуля для прикрашання.

Час приготування: 2-5 години (залежно від виду м'яса)

### Рецепт приготування
- М'ясо нарізати на шматки по 600 г, скласти їх у товстостінну каструлю або гусятницю й варити до готовності.
- У процесі приготування жир з бульйону знімати в окрему миску.
- За 15 хвилин до закінчення варіння посолити та додати прянощі: лавровий лист, зелень, перець чорний горошком.
- М'ясо дістати з бульйону, нарізати на шматки по 0,2-0,5 г, опустити тонко нарізану локшину (кирг. кесме́).
- Локшину викласти в миску, полити зібраним жиром
- У тому ж бульйоні протягом трьох хвилин зварити три-чотири голівки ріпчастої цибулі, тонко порізаної.
- На велике блюдо викласти відварену локшину, посипати м'ясо, цибулю й усе змішати.
- Окремо в піалах подати гарячий бульйон (сорпу), що залишився після варіння м'яса й локшини.

Їдять бешбармак кому як зручно: руками, ложками, виделками, беручи по черзі шматки м'яса, локшини та цибулі, запиваючи юшкою.
Разом із м'ясом можуть бути відварені субпродукти: печінка (кирг. боор), легені, шлунок, напівфабрикати з конини (кирг. карта́, чучук). Відварені курдюк і печінку нарізають тонкими скибочками (кирг. куйрук-боор) та пригощають ними всіх гостей.
Після того, як бешбармак був з'їдений, господар застілля надпивав із чашки юшку, заправлену сиром (курут) і передавав її одному з гостей, зазвичай почесному. Гість, як і господар, трохи надпивав з чашки, а потім передавав її своєму сусідові, і чашка таким чином обходила по колу всіх учасників трапези. Після цього присутні вимовляли з поклоном вдячну молитву, вставали, знову омивали руки і, розташувавшись зручніше, переходили до пиття кумису або чаю.

## Цікавинки
Зазвичай бешбармак готується з нагоди прийому почесних гостей або на великі свята. З цією метою ріжуть барана та варять його частинами у великих казанах. Почесному гостю за традицією дістається голова барана, він ділить її серед усіх інших учасників трапези згідно з положенням і віком. Зазвичай таке частування супроводжується побажаннями миру, добра й благополуччя.
М'ясо для бешбармака за традицією готує чоловік, локшину розгортає тільки жінка.
Спочатку ця страва складалася тільки з баранини, яловичини, конини, верблюжатини, багато пізніше до неї стали додавати тонко розкачану домашню локшину, соус і делікатеси з конини: тонкі ковбаски.
Пласт домашнього тіста ріжеться тонкою локшиною (у Башкортостані — квадратами або ромбами).
У бешбармак у різних областях Сходу додають всілякі додаткові інгредієнти: на півночі країни та в Башкирії кладуть варену картоплю. При цьому, щоб підкреслити смак м'яса, у страву додають мінімум спецій.
Калорійність страви висока: у 100 грамах бешбармаку від 600 до 1000 калорій у залежності від виду м'яса, його жирності та додаткових продуктів.
Через високу поживність страви до бешбармаку ніколи не пропонують закуски, іноді – домашні соління та чарку охолодженої горілки.
Спекотний клімат Середньої Азії диктує особливі умови подання бешбармаку: страва готується для одноразового споживання.